# Vers russe accentué
Le vers russe accentué (en russe Акцентный стих) est un vers caractérisé par un nombre fixe d'accents toniques.

## Définition et emploi
Le vers accentué est une forme poétique russe. Il se rattache à la versification tonique. Il est fondé sur l'égalité approximative du nombre d'accents toniques dans les vers. Entre les syllabes accentuées, les intervalles sont libres et peuvent, à la différence des vers construits à partir de dolniks et de taktoviks, comporter plus de trois syllabes, en pratique de zéro à quatre. Le vers accentué est toujours rimé ou éventuellement allitéré. Si cette règle phonétique n'est pas appliquée, on parle de vers libre.
Le vers accentué a été largement utilisé dans l'art populaire russe, notamment dans le raïok (théatre populaire), et imité dans la poésie classique par Alexandre Pouchkine, par exemple dans le Conte du pope et de sa servante Balda (ru) («Сказка о попе и о работнике его Балде»). Parmi les formes poétiques contemporaines, il se rapproche, comme le taktovik, du rap.
La poésie russe de la fin du XIXe siècle y recourt largement, et on trouve des vers accentués dans les œuvres de Zinaïda Hippius, Alexandre Blok, Andreï Biély, et surtout dans celles de Mikhaïl Kouzmine, Sacha Tchorny, Vladimir Maïakovski, Vadim Cherchenevitch, et Sergueï Essenine. Dans la seconde moitié du XXe siècle, le vers accentué est souvent utilisé par Evgueni Reïn, et Joseph Brodsky.

## Exemples
Ю́ноше,

обду́мывающему

житье́, реша́ющему —

сде́лать бы жи́знь с кого, скажу́

не заду́мываясь:

— Де́лай её

с това́рища

Дзержи́нского

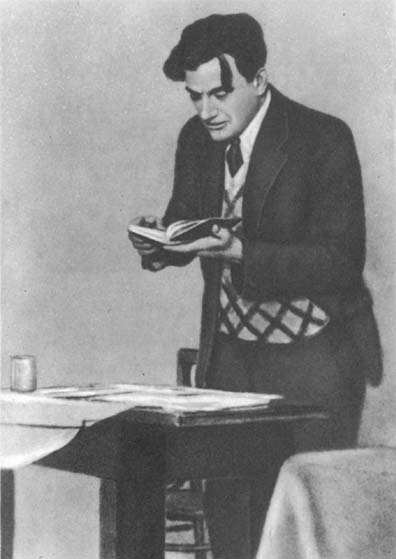
Vladimir Maïakovski lisant des vers (1930)

Vladimir Maïakovski. Extrait du poème «Хорошо!» (Ça va bien !)